# Platin(V)-fluorid
Platin(V)-fluorid ist eine chemische Verbindung der Elemente Platin und Fluor. Es wurde erstmals 1960 von Neil Bartlett synthetisiert.

## Gewinnung und Darstellung
Platin(V)-fluorid kann aus den Elementen gewonnen werden:
{\displaystyle \mathrm {2\ Pt+5\ F_{2}\longrightarrow 2\ PtF_{5}} }
Platin und Fluor reagieren bei Rotglut bei einem Molverhältnis 2 : 5 zu Platin(V)-fluorid.
Es kann auch durch Reaktion von Platin(II)-chlorid mit Fluor bei 350 °C dargestellt werden.
{\displaystyle \mathrm {2\ PtCl_{2}+5\ F_{2}\longrightarrow 2\ PtF_{5}+2\ Cl_{2}} }

## Eigenschaften
Platin(V)-fluorid ist ein tiefrotes Salz, das bei 80 °C schmilzt und ab 130 °C in Platin(IV)-fluorid und Platin(VI)-fluorid zerfällt.
{\displaystyle \mathrm {2\ PtF_{5}\longrightarrow PtF_{4}+PtF_{6}} }
Es kristallisiert im monoklinen Kristallsystem in der Raumgruppe P21/c (Raumgruppen-Nr. 14) mit den Gitterparametern a = 552 pm; b = 994 pm; c = 1243 pm und β = 99,98° sowie 4 Formeleinheiten pro Elementarzelle.
Platin(V)-fluorid ist eines der stärksten Oxidationsmittel überhaupt. Zum Beispiel oxidiert es Wasser zu Sauerstoff:
{\displaystyle \mathrm {4\ PtF_{5}+10\ H_{2}O\longrightarrow 4\ Pt+20\ HF+5\ O_{2}} }
Mit Xenondifluorid als starken Fluoriddonor werden in einer Fluoridtransferreaktion je nach Mischungsverhältnis verschiedene ionische Verbindungen gebildet.
{\displaystyle \mathrm {2\,XeF_{2}+PtF_{5}\rightarrow [Xe_{2}F_{3}][PtF_{6}]} }
{\displaystyle \mathrm {XeF_{2}+PtF_{5}\rightarrow [XeF][PtF_{6}]} }
{\displaystyle \mathrm {XeF_{2}+2\,PtF_{5}\rightarrow [XeF]Pt_{2}F_{11}]} }